# Wylewo
Wylewo (biał. Вылева, Wylewa; ros. Вылево, Wylewo) – dawna wieś na Białorusi, w obwodzie homelskim, w rejonie dobruskim, położona nad rzeką Ipucią, około 32 km na północny wschód od Homla.
W wyniku katastrofy w Czarnobylskiej Elektrowni Jądrowej i skażenia promieniotwórczego mieszkańcy wsi zostali przesiedleni.
Wieś została oficjalnie zlikwidowana w 2005 roku.